# Аллілуєва Надія Сергіївна
Надія Сергіївна Аллілуєва (22 вересня 1901, Тифліс, Російська імперія — 9 листопада 1932, Москва, СРСР) — радянська партійна діячка, друга дружина Генерального секретаря ЦК ВКП (б) Й. В. Сталіна. Член ВКП (б) з 1918 року.

## Біографія
Народилася в сім'ї робітника-революціонера С. Я. Аллілуєва. Хрещениця радянського партійного діяча А. С. Єнукідзе.
Коли в 1917 у І. В. Сталін повернувся в Петроград із сибірського заслання, між ним і шістнадцятирічної Надею почався роман. У 1918 році вони одружилися. Їхні діти Василь (1921—1962) і Світлана (1926—2011).
Працювала в Наркоматі у справах національностей, в секретаріаті В. І. Леніна, співпрацювала в редакції журналу «Революція і культура» та в газеті «Правда». У 1921 році виключалася з партії «за суспільну пасивність і прихильність до анархо-синдикалізму». З 1929 року вчилася в Московській промисловій академії на факультеті текстильної промисловості.
У ніч з 8 на 9 листопада 1932 року Надія Сергіївна вистрілила собі в серце з «Вальтера», зачинившись у своїй кімнаті.

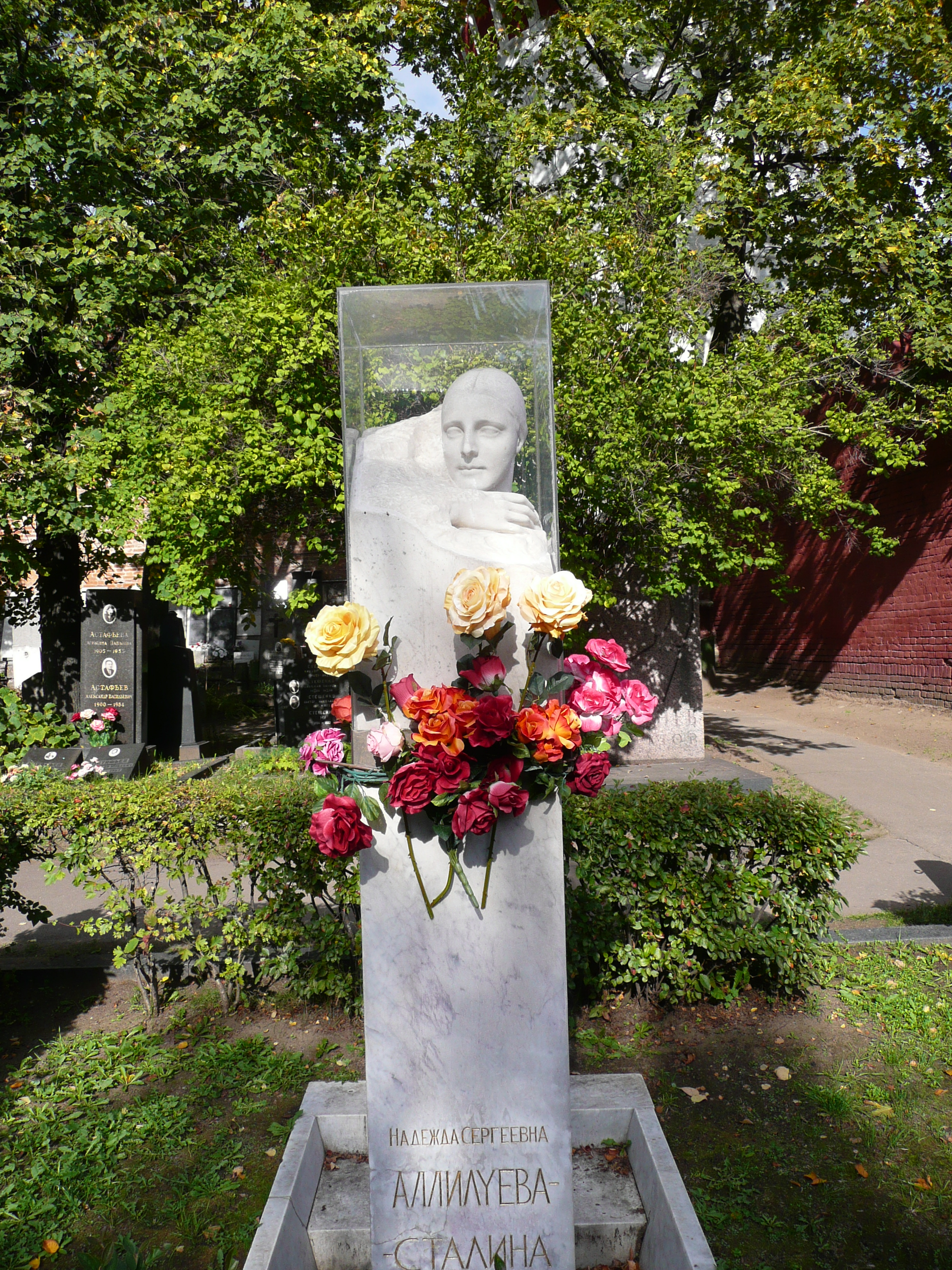
Пам'ятник на могилі Надії Аллілуєвої авторства скульптора І. Д. Шадра (нині на кладовищі встановлено копію скульптури, оригінал знаходиться в Третьяковській галереї)

Прийнято вважати, що приводом для її самогубства стало загострення хвороби. Її часто мучили сильні головні болі. У неї, судячи з усього, було неправильне зрощення кісток черепного склепіння, і в подібних випадках самогубство не рідкість.
У газеті «Правда» був надрукований офіційний некролог, а також особливу лист-співчуття Сталіну особисто від Бориса Пастернака.
|                                           | Н. С. Аллілуєвої. У ніч на 9 листопада померла активний і відданий член партії тов. Надія Сергіївна Аллілуєва. ЦК ВКП (б) |
| — Газета «Правда» від 10 листопада 1932 а | |

Похована на Новодівичому кладовищі, на її могилі поставлено пам'ятник з білого мармуру з написом: «Надія Сергіївна Аллілуєва-Сталіна / 1901—1932 / член ВКП (б) / від Й. В. Сталіна».
Йосип Віссаріонович Сталін часто відвідував могилу дружини і довго сидів на мармуровій лавці навпроти.
В даний час пам'ятник Аллілуєвої накритий плексігласовий коробом через те, що цей тип мармуру руйнується в умовах московської погоди. У підстави пам'ятника раніше лежала чавунна троянда, встановлена в пам'ять про справжню бордову троянду, кинуту Аллілуєвою в обличчя Сталіну в день своєї загибелі.